# 坂野正高
坂野正高（日語：ばんの まさたか、1916年6月26日—1985年7月10日）是一名日本歴史学者，専門研究中國政治外交史。先後擔任東京帝国大学東洋文化研究所助手（1943年 - 1948年）、東京都立大学講師・助教授・教授（1948年 - 1967年）、東京大学法学部教授（1967年 - 1977年）、国際基督教大学教授（1977年 - 1985年）等職位。

## 生平
1916年，在堀越善重郎創辦的堀越商會工作的父親坂野新次郎，正受派赴紐約拓展事業，因而在紐約出生。1922年，歸國。1936年，入舊制一高。1942年，畢業於東京帝国大学法学部政治科，在東洋文化研究所任助手。1949年，在都立高等學校任助教授。1955年，高等大學改制後任東京都立大學教授，並於12月赴歐美諸國和台灣訪學。1962年4月，轉任東京大學教授，兼任東洋文化研究所。1963年，獲選日本政治學會監事。1967年，獲選國際法學會理事。1976年3月，退休，轉任國際基督教大學教授。

## 獲獎經歷
- 1981年, 紫綬褒章

## 著書

### 單著
- China and the West, 1858-1861: the Origins of the Tsungli Yamen, (Harvard University Press, 1964).
- 『近代中国外交史研究』（岩波書店, 1970年）
- 『現代外交の分析――情報・政策決定・外交交渉』（東京大学出版会, 1971年）
- 『近代中国政治外交史――ヴァスコ・ダ・ガマから五四運動まで』（東京大学出版会, 1973年）
- 『イメージの万華鏡――私の米国・日本・中国体験』（筑摩書房, 1982年）
- 『中国近代化と馬建忠』（東京大学出版会, 1985年）

### 共著
- Japanese Studies of Modern China: A Bibliographical Guide to Historical and Social-science Research on the 19th and 20th Centuries, with John King Fairbank, (Charles E. Tuttle, 1955).

### 共編著
- （衞藤瀋吉）『中國をめぐる國際政治――影像と現実』（東京大学出版会, 1968年）
- （田中正俊・衛藤瀋吉）『近代中国研究入門』（東京大学出版会, 1974年）

### 譯書
- 馬戛爾尼　『中国訪問使節日記』（平凡社東洋文庫, 1975年）
- カリエール　『外交談判法』（岩波文庫, 1978年）
- 畢仰高　『中国革命の起源 1915-1949』（東京大学出版会, 1989年）